# Planá nad Lužnicí
Planá nad Lužnicí (deutsch Plan an der Lainsitz) ist eine Stadt mit 4028 Einwohnern (2017) in Tschechien. Sie liegt acht Kilometer südlich von Tábor an der Lainsitz und gehört zum Okres Tábor. Die Katasterfläche beträgt 2143 ha.

## Geografie

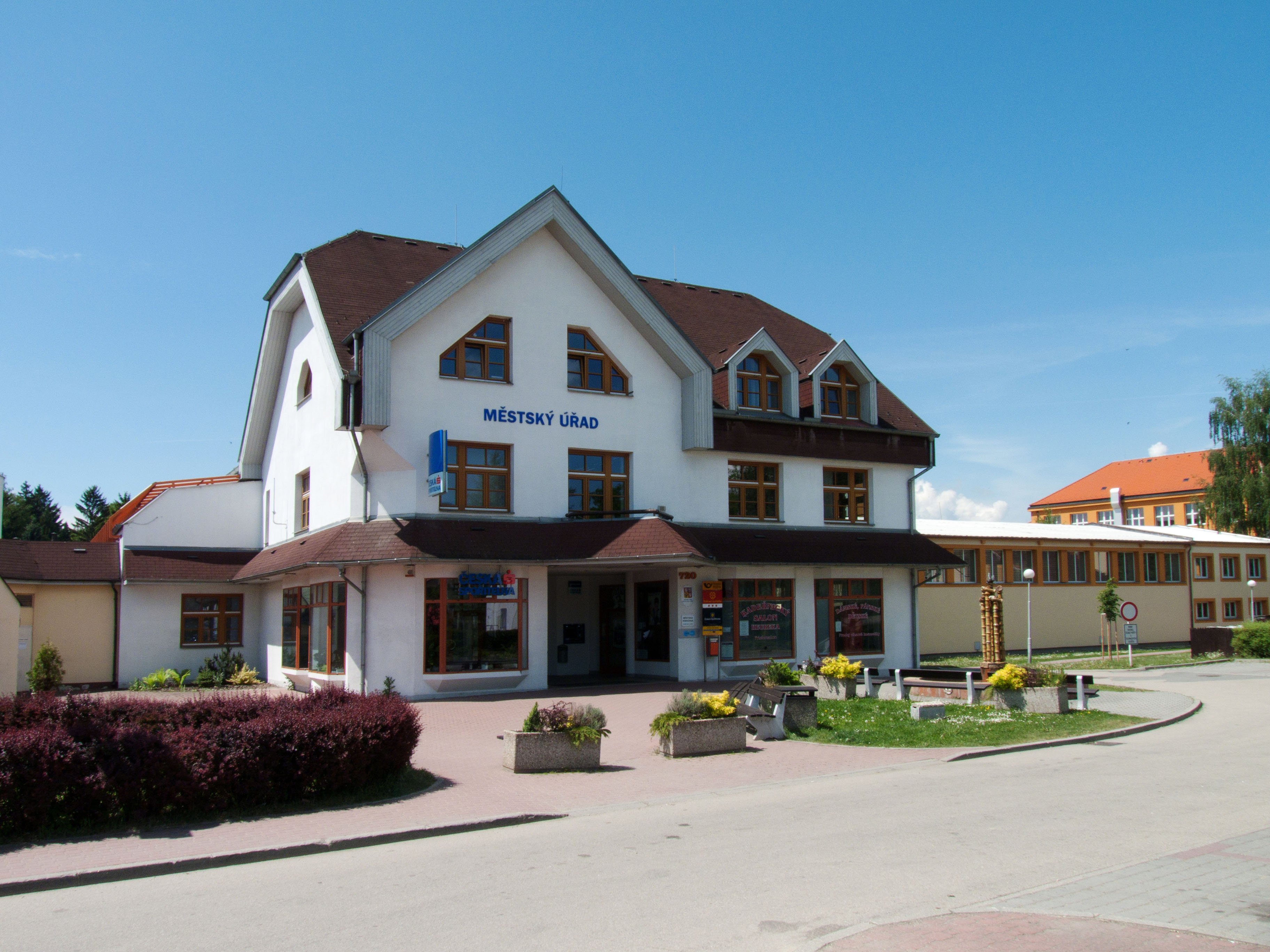
Planá nad Lužnicí – Gemeindeamt

Die Stadt befindet sich in 395 m ü. M. beiderseits der Lainsitz am Übergang der Wittingauer Pfanne zum Wlaschimer Hügelland. Durch Planá nad Lužnicí führt die Eisenbahn von Tábor nach Soběslav sowie die Europastraße 55 / Staatsstraße 3, die ebenfalls in diese Städte führt und von der in Planá die Staatsstraße 409 nach Chýnov abzweigt.
Nachbarorte sind Sezimovo Ústí im Norden, Turovec im Nordosten, Dlouhá Lhota und Borek im Osten, Košice im Südosten, Strkov und Doubí im Süden, Třebiště im Südwesten, Ústrašice, Lhota Samoty und Zhoř u Tábora im Westen sowie Radimovice u Želče im Nordwesten.

## Geschichte
Die erste schriftliche Erwähnung von Planá stammt aus einem Brief des Prager Bischofs Tobias von Bechin von 1288, der den Ort als Besitz des Prager Bistums erwähnt. Am Übergang vom 13. zum 14. Jahrhundert wurden die Witigonen auf Ústí Besitzer von Planá. Jan z Ústí wurde zu einem Anhänger der Lehren von Jan Hus. Bei der Gründung der neuen Stadt Tábor durch die Hussiten im Jahr 1420 zog auch Jans Bruder Oldřich nach Tábor und Planá gehörte fortan bis 1547 zur Herrschaft Tábor. Nach der Schlacht bei Mühlberg erhielt König Ferdinand I. durch seinen Bruder Kaiser Karl V. freie Hand zur Niederschlagung des böhmischen Ständeaufstandes und zu seinen Strafmaßnahmen gegen die rebellische Stadt Tábor gehörte die Konfiszierung der Herrschaft Tábor. Wilhelm von Rosenberg erwarb die Besitzungen um Planá. 1553 wurde bei Planá eine Holzbrücke zum linken Ufer der Lainsitz errichtet und eine Zoll- und Mautstation entstand. 1565 übernahm Wilhelms Bruder Peter Wok die Herrschaft Planá. Jedoch konnte der überschuldete Peter Wok sie nicht halten und er verkaufte sie an die Stadt Tábor.
Im Dreißigjährigen Krieg wurde Planá verwüstet und die berní rula weist für den Ort nur noch sechs Bauernhöfe, einen Beisassen und fünf Häusler aus. Zum Ende des 17. Jahrhunderts wurden die Sternberger Besitzer von Planá und ihnen folgten die Lobkowitz. Nach der Ablösung der Patrimonialherrschaften wurde Planá 1848 zur selbstständigen Gemeinde, zu der seitdem die Ortschaften Strkov und Lhota Samoty gehören. Mit dem Bau der Eisenbahnen von Prag nach Budweis und nach Wien erhielt Planá 1869 einen Bahnanschluss. Während der deutschen Besetzung bestand zwischen 1943 und 1945 in Plan ein Arbeitserziehungslager für Männer; die Häftlinge wurden zur Arbeit in der Landwirtschaft, im Straßenbau, in der Fabrik sowie in den Torfstichen bei Mažice und Borkovice eingesetzt. Bis zum Jahr 1946 war Planá auch ein wichtiger Umschlagplatz für die Holzflößerei auf der Lainsitz. Im Jahr 2002 wurde Planá durch ein Hochwasser der Lainsitz überflutet.

## Sehenswürdigkeiten
- Kirche St. Wenzel, der ursprünglich gotische Bau aus dem Jahr 1357 wurde 1666 und 1796 umgebaut. Beim letzten Umbau erhielt sie auch den Kirchturm.
- Pfarrhaus, 1784 errichtet

## Stadtgliederung
Zu Planá nad Lužnicí gehören die Ortsteile Lhota Samoty (Samot Lhota) und Strkov (Sterkow).

## Persönlichkeiten
- Franz Kafka lebte vom 23. Juni bis 19. September 1922 in der Ferienwohnung seiner Schwester Ottla Kafka, wo er die letzten neun Kapitel seines unvollendeten Romans Das Schloss niederschrieb.